# 纽埃国徽
纽埃作为新西兰的自由聯繫国，所以国徽的主体为新西兰国徽图样，但是与新西兰国徽相比要小，并且国徽是圆形，并用英文环绕书写着（public seal of niue：纽埃徽章），底部则书写“NIUE”名称。
2021年的设计包括一顶王冠（代表作为国家元首的主权），安装在蓝色外圈上，形状为传统的纽埃花环，由14 个贝壳组成（代表纽埃的14个村庄）。外圈围绕着绿色的hiapo图案内圈，代表（土地），内圈内是一棵树的风格化图案，代表生命和（纽埃人民）。它位于一个卷轴上，上面刻有座右铭“  ”（上帝，永恒的纽埃）和两个 （劈砍棍棒），代表国防和安全。外圈和内圈之间有“纽埃国徽”字样。
纽埃内阁根据纽埃宪法第15条批准了纽埃国徽的新设计，纽埃议会于2021年9月29日通过了使用新国徽的法案。 然而，该设计已在新西兰造币厂至少早在 2019 年就为纽埃正面使用印制生产了一批非流通纪念币，作为女王伊丽莎白二世肖像的替代品。 自2023年查尔斯三世加冕后发行的硬币上继续使用它。
1. 1 2
2. ↑  . www.crwflags.com.   [4 February 2023]. （原始内容存档于1997-06-27）.
3. ↑  . onlinecoin.club. Online Coin Club.   [4 February 2023]. （原始内容存档于2023-02-04） （英语）.
4. ↑  2 Dollars - Charles III Mickey Mouse （页面存档备份，存于） Numista (https://en.numista.com （页面存档备份，存于）). Retrieved on 2023-07-19.
5. ↑  2 Dollars - Charles III Oswald the Lucky Rabbit （页面存档备份，存于） Numista (https://en.numista.com （页面存档备份，存于）). Retrieved on 2023-07-19.